# Алтирка
Алтирка (рос. Алтырка) — селище у Варненському районі Челябінської області Російської Федерації.
Входить до складу муніципального утворення Покровське сільське поселення. Населення становить 283 особи (2010).

## Історія
Від 27 лютого 1927 року належить до Варненського району, спочатку у складі Троїцького округу Уральської області, а відтак — Челябінської області.
Згідно із законом від 9 липня 2004 року органом місцевого самоврядування є Покровське сільське поселення.

## Населення
| 2002 | 2010 |
| ---- | ---- |
| 365  | ↘283 |